# دیبینگ هایتس، کوئینزلند
دیبینگ هایتس (به انگلیسی: Deebing Heights) یک حومه شهر در استرالیا است که در کوئینزلند واقع شده‌است.